# BBC История Земли
«История Земли» — документальный сериал BBC 1998 года о геологии, представленный Обри Мэннингом. Ряд съёмочных площадок использовался по всему миру, включая Аляску, Индию и Барбадос.

## Эпизоды
Всего было выпущено восемь эпизодов, каждый из которых длился 50 минут.
1. Путешественники во времени (1 ноября 1998 г.)
2. Глубина (8 ноября 1998 г.)
3. Огненное кольцо (15 ноября 1998 г.)
4. Путешествие к центру Земли (22 ноября 1998 г.)
5. Крыша мира (6 декабря 1998 г.)
6. Великий холод (13 декабря 1998 г.)
7. Живая Земля (20 декабря 1998 г.)
8. Мир врозь (27 декабря 1998 г.)

## Распространение
Двухдисковый DVD-набор был выпущен 7 августа 2006 года.
Книга под названием «История Земли. Формирование нашего мира» (ISBN 978-0563387992) была написана Саймоном Лэмбом и Дэвидом Сингтоном. Она содержала 240 страниц и была выпущена 29 октября 1998 года.